# همه‌پرسی قانون اساسی الجزایر ۱۹۸۸
یک همه‌پرسی قانون اساسی که در تاریخ ۳ نوامبر ۱۹۸۸ در الجزایر برگزار شد. این تغییرات توسط دولت ارائه شد و اصلاحاتی در چهارده ماده (با هدف کاهش قدرت حزب حاکم، جبهه آزادیبخش ملی) داشت. با این حال، این تغییرات با مخالفت رهبران اپوزیسیون مواجه شد و مدعی شدند که تغییرات باید بیشتر در جهت کثرت‌گرایی سیاسی پیش برود و از مردم خواستند رای را تحریم کنند. با این وجود، با مشارکت ۸۳ درصدی و رای موافق ۹۲٫۳ درصد، رأی دهندگان این اصلاحات را تأیید کردند.

## نتایج
| گزینه                           | رای        | %    |
| ------------------------------- | ---------- | ---- |
| موافق                           | ۹٬۳۴۱٬۴۲۹  | ۹۲٫۳ |
| مخالف                           | ۷۸۰٬۶۷۷    | ۷٫۷  |
| آرای نامعتبر/سفید               | ۳۱۲٬۹۴۰    | -    |
| مجموع                           | ۱۰٬۴۳۵٬۰۴۶ | ۱۰۰  |
| رای‌دهندگان ثبت نام شده / مشارکت | ۱۲٬۵۷۲٬۰۴۳ | ۸۳٫۰ |
| منبع: دموکراسی مستقیم           |            |      |